# Fletówki
Fletówki (Pachycephalidae) – rodzina ptaków z podrzędu śpiewających (Oscines) w obrębie rzędu wróblowych (Passeriformes). 

## Zasięg występowania
Występują w Australii i Oceanii, w Indonezji, na Filipinach, jeden z gatunków (fletówka namorzynowa) zamieszkuje także Azję kontynentalną – od północno-wschodnich Indii po Indochiny.

## Charakterystyka
Są to ptaki małej lub średniej wielkości, o silnych dziobach, często zakrzywionych. Najczęściej przebywają pośród drzew i krzewów, ruchliwe. Ubarwienie jest zwykle szare lub brązowe, rzadziej jaskrawe.
Gniazdo jest budowane na drzewie lub w szczelinie i ma kształt czarki. W lęgu 1–4 jaja, koloru od białego do oliwkowego z cętkowaniem, wysiadywane przez 16–18 dni. Po około 13–18 dniach pisklęta opuszczają gniazdo.

## Podział systematyczny
Do rodziny zaliczane są następujące rodzaje:
- Melanorectes Sharpe, 1877 – jedynym przedstawicielem jest Melanorectes nigrescens (Schlegel, 1871) – fletownik czarny
- Coracornis Riley, 1918
- Pachycephala Vigors, 1825
- Pseudorectes Sharpe, 1877
- Colluricincla Vigors & Horsfield, 1827